# 古代ギリシア語の文法
古代ギリシア語の文法（英語: ancient Greek grammar）は、形態論的に非常に複雑であり、名詞・形容詞・代名詞・冠詞・数詞・動詞の高度な語形変化を特徴としている。これはインド・ヨーロッパ祖語の形態論から受け継がれた特徴である。
古代ギリシア語には多くの方言（古代ギリシア語の方言）があり、文法の細部に相違がある。古典作品にもそれが反映されている。例えば、ヘロドトスの歴史書やヒポクラテスの医学書はイオニア方言、サッフォーの詩歌はアイオリス方言、ピンダロスの頌歌はドーリス方言で書かれている。ホメロスの叙事詩はイオニア方言を中心に複数の方言の混合体（ホメロス言語）で書かれており、時代的に古く、詩的な形態論的特徴を見せている。ヘレニズム期のコイネー（新約聖書にも使われた古代ギリシア世界の共通語）の文法は、古典期までのギリシア語文法とは若干の相違がある。
この項目では、古典期アテナイで使われたアッティカ方言の形態論と統語論を中心に取り上げる。主な人物としては、歴史家のトゥキディデス、喜劇作家のアリストファネス、哲学者のプラトン、クセノフォン、弁論家のリュシアス、デモステネスなどがいる。

## 正書法

### アルファベット
古代ギリシア語のアルファベットには24の文字がある。これはフェニキア文字に由来している。以下は上段が大文字、中段が小文字、下段がラテン文字の転記を表している。
| Α | Β | Γ | Δ | Ε | Ζ | Η | Θ  | Ι | Κ | Λ | Μ | Ν | Ξ | Ο | Π | Ρ | Σ    | Τ | Υ | Φ  | Χ  | Ψ  | Ω |
| α | β | γ | δ | ε | ζ | η | θ  | ι | κ | λ | μ | ν | ξ | ο | π | ρ | σ(ς) | τ | υ | φ  | χ  | ψ  | ω |
| a | b | g | d | e | z | ē | th | i | k | l | m | n | x | o | p | r | s    | t | u | ph | kh | ps | ō |
古典期の碑銘からは、当時のギリシア語が大文字のみで、単語間のスペース無しで書かれていたことが分かっている。小文字は古典期の後に徐々に整備されていった。
コロン( · )はドットのような記号で表し、疑問符( ; )はセミコロンのような記号で表す。
古代ギリシア語特有の記号に「下書きのイオタ」(iota subscript)がある。これは、長母音に母音の /i/ が付く場合、ᾳ, ῃ, ῳ（āi, ēi, ōi、/aːi̯ ɛːi̯ ɔːi̯/）のように、イオタ(ι)を長母音の下に付けるものである。例：τύχῃ（túkhēi「偶然に」、"by chance"）。ただし、大文字書きの文では、イオタは横に並べて併記される（「横書きのイオタ」<iota adscript>）。例：Ἅιδης（Háidēs「ハデス」、"Hades"）。
英語と違い、古代ギリシア語では文頭は小文字で始める（例外は直接話法の開始を表すときなど）。固有名詞の語頭は大文字で書き、語頭の母音に有気記号が付くときは、その母音を大文字で書く。例：Ἑρμῆς（Hermês 「ヘルメス」、"Hermes"）。
連結子音 ng [ŋ]（音素 /ng/, /nk/, /nkʰ/）の /n/ はガンマ (γ) で表し、γγ, γκ, γχ (ng, nk, nkh) のようになる。例：ἄγγελος（ángelos「伝令」、"messenger"）、ἀνάγκη（anánkē「必要性」、"necessity"）、τυγχάνει（tunkhánei「たまたま～になる」、"it happens (to be)"）。
Σ (S)（シグマ）の小文字は、語末では ς (s)、その他では σ (s)と書く。例：σοφός（sophós 「賢明な」、"wise"）、ἐσμέν（esmén「私たちは～である」、"we are", be動詞）。

### 符号
発音の区別を表す符号には気息記号とアクセント記号がある。

#### 気息記号
気息記号には有気記号と無気記号の二種類がある。
- 有気記号（ ῾ ; rough breathing）：語頭の母音の上に付けて /h/ の子音を表す。υ と ρ (r)が語頭に来るときは必ず付ける。ギリシア語で δασὺ πνεῦμα <dasù pneûma>, δασεῖα <daseîa>、ラテン語で spiritus asperと呼ぶ。
- 無気記号（ ᾿ ; smooth breathing）：/h/ の子音が無いことを表す。語頭に来る全ての母音に付くことができる。例：ἐγώ（egṓ「私」、"I"）。ギリシア語で ψῑλὸν πνεῦμα <psilòn pneûma>, ψῑλή <psilē>、ラテン語で spīritus lēnisと呼ぶ。

語頭が二重母音の場合は、2番目の母音の上に付ける。例：εὑρίσκω（heurískō、「私は見つける」、"I find"）。
無気記号に似ている記号にコロニス ( ' , coronis)(en)がある。これは、2つの単語で、語末と次の単語の語頭の間で母音の縮合（母音融合の一種、crasis）(en)が起きるときに、その縮合部（省略部）にコロニス(')を付けるものである。例：κᾱ̓γώ（kāgṓ、καὶ ἐγώ <kaì egṓ>の縮合形、「私も」、"I too"）。

#### アクセント
アクセント記号が作られたのは紀元前3世紀頃と見られているが、広く使われるようになったのは紀元後2世紀からである。
- 鋭アクセント（´ ; acute accent、ギリシア語で ὀξεῖα <oxeîa>）は、単語の最後の3つの音節（最後から順に ultima, penult (paenultima), antepenult (antepaenultima)）の全てに現れ、長母音と短母音のいずれにも付く。ただし、最終音節 (ultima) が長母音のときは、鋭アクセントは最終音節と最後から2番目の音節 (penult) にのみ付けることができる。例えば、ἄνθρωπος（ánthrōpos 「人間」、"man"）は属格で ἀνθρώπου（anthrṓpou「人間の」、"of a man"）となる（ἀν- <an-> には鋭アクセントを付けられない）。古典期のギリシア語は高低アクセントの言語で、アクセントのある音節は他の音節より高く発音されていたが[2]、紀元後2世紀頃までに強弱アクセント（ストレス）に変わったと考えられている[3]。
- 重アクセント（` ; grave accent、ギリシア語で βαρεῖα <bareîa, bare>）は長母音と短母音のいずれにも付き、単語の後になお文要素が続く（＝その単語で文が終わらない）場合に、最終音節 (ultima) の鋭アクセントが重アクセントに変わる。例えば、καλός（kalós 「美しい」、"beautiful"）では、καλὸς καὶ ἀγαθός（kalòs kaì agathós 「美しく、良い」、"beautiful and good"）の文では、最終音節の鋭アクセント (ό) が重アクセント (ὸ) に変わって καλὸς (kalòs) となる。ただし、直後に句読点が来るときは、鋭アクセントのままとなる。例えば、αὐτῷ εἰπέ, ὦ Νῑκίᾱ（autôi eipé, ô Nīkíā 「彼に伝えてくれ、ニキアス！」、"tell him, Nicias"）となる（εἰπέ が鋭アクセントのまま）。また、μοι（moi 「私に」、"to me"）のような前接辞(en)の前でも鋭アクセントのままとなる。例えば、εἰπέ μοι, ὦ Σώκρατες（eipé moi, ô Sṓkrates 「私に言ってくれ、ソクラテス！」、"tell me, Socrates"）となる（εἰπέ が鋭アクセントのまま）。重アクセントが当時、どう発音されたかは議論が分かれているが、高低アクセントの高ではないことを表している、とする見方が有力である[4][5]。ただし、ギリシア音楽の事例からは、状況によって高アクセントで発音される場合もあったことが分かっている。例えば、重アクセントの付いた代名詞、κἀμὲ（kamè 「私も」、"me too"）を強調しようとするケースである[6]。
- 曲アクセント（ ˜ 、または ˆ ; circumflex、ギリシア語で περισπωμένη <perispōménē>）は長母音にのみ付く。次のケースで現れる。

1. 最後から2番目の音節 (penult) がアクセント付きの長母音で、最終音節が短母音のとき、penult が曲アクセントになる。例：δῆμος（dêmos 「人民」、"people"）。
2. アクセント付きの母音とアクセント無しの母音が融合するとき、融合した母音に曲アクセントが付く。例えば、φιλέει <philéei>が母音融合で φιλεῖ <phileî>に変わる（「彼・彼女は愛する」、"he/she loves"）。
3. 第1格変化の全ての名詞と、τεῖχος (teîkhos) タイプの第3格変化の全ての名詞で、その複数属格に曲アクセントを用いる。例：ναυτῶν（nautôn 「船乗りたちの」、"of sailors"）、τειχῶν（teikhôn 「壁（複数）の」、"of walls"）。
4. 定冠詞の属格・与格、及び、全ての名詞・形容詞の属格・与格で、最終音節にアクセントがあれば、それが曲アクセントになる。例えば、主格の φωνή（phōnḗ 「音」、"a sound"）が属格で φωνῆς (phōnês)、与格で φωνῇ (phōnêi) となる。

曲アクセントは母音の前半が高く、後半が低く発音されることを示すアクセントであり、ギリシア音楽の楽譜（断片）では2音符（最初が高く、次が低い音）で表されることが多い。
簡単にまとめると、音節の位置（ultima, penult, antepenult）、重アクセントを除いたアクセントのパターン（①短母音・鋭アクセント、②長母音・鋭アクセント、③長母音・曲アクセント）、で合計3×3＝9通りが考えられるが、それぞれの条件は以下の通りである。
| antepenult (antepaenultima) ［次々末音節］ | antepenult (antepaenultima) ［次々末音節］ | penult (paenultima) ［次末音節］ | penult (paenultima) ［次末音節］ | ultima ［語末音節］   | ultima ［語末音節］ |
| ------------------------------------------ | ------------------------------------------ | -------------------------------- | -------------------------------- | --------------------- | ------------------- |
|                                            |                                            |                                  |                                  | ①短母音・鋭アクセント | ☆                   |
| ②長母音・鋭アクセント                      | ☆                                          |                                  |                                  |                       |                     |
| ③長母音・曲アクセント                      | ◯                                          |                                  |                                  |                       |                     |
| ①短母音・鋭アクセント                      | ◯                                          | 短母音or長母音                   | 短母音or長母音                   |                       |                     |
| ②長母音・鋭アクセント                      | △                                          | 長母音のみ                       | 長母音のみ                       |                       |                     |
| ③長母音・曲アクセント                      | △                                          | 短母音のみ                       | 短母音のみ                       |                       |                     |
| ①短母音・鋭アクセント                      | △                                          | 短母音のみ                       | 短母音のみ                       | 短母音or長母音        | 短母音or長母音      |
| ②長母音・鋭アクセント                      | △                                          | 短母音のみ                       | 短母音のみ                       | 短母音or長母音        | 短母音or長母音      |
| ③長母音・曲アクセント                      | ─                                          |                                  |                                  |                       |                     |

☆＝無条件で可能。別の語（前接語を除く）が後に続くときには、重アクセントになる。

◯＝無条件で可能。

△＝後の音節に条件が課されるが可能。

─＝不可能。

## 文法

### 名詞

#### 性
名詞（固有名詞を含む）には男性名詞・女性名詞・中性名詞の区分があり、全ての名詞がこのどれかに分類される。名詞の性は定冠詞（ὁ, ἡ, τό <ho, hē, tó>、"the"）か、修飾語の形容詞で示される。
| ὁ θεός   | (ho theós) | 「その神」     | （男性名詞、"the god"）   |
| ἡ γυνή   | (hē gunḗ)  | 「その女」     | （女性名詞、"the woman"） |
| τὸ δῶρον | (tò dôron) | 「その贈り物」 | （中性名詞、"the gift"）  |
通常、男性（男の人、男子）を表す単語は男性名詞、女性（女の人、女子）を表す単語は女性名詞となるが、例外もあり、「子供」を表す τὸ τέκνον（tò téknon 「その子供」、"the child"）は中性名詞である。非生物は全ての性をとりうる。例えば、男性名詞：ὁ ποταμός（ho potamós、「その川」、"the river"）、女性名詞：ἡ πόλις（hē pólis 「その町」、"the city"）、中性名詞：τὸ δένδρον（tò déndron 「その木」、"the tree"）。
中性名詞（や代名詞）の複数形が主語の場合に、動詞が単数形となる点は、英語などとの相違点として注意を要する。例えば、
| ταῦτα πάντ’ ἐστὶν καλά.[10]                                                   |
| taûta pánt’ estìn kalá.                                                       |
| 「これらの物は全て美しい」（ἐστὶν がbe動詞に相当し、3人称単数形となっている） |
| ("These things are (lit. "is") all beautiful")                                |

#### 数
名詞・形容詞・代名詞は数により語形を変える。数には単数 (singular)・双数 (dual)・複数 (plural) の3つがある。
| ὁ θεός  | (ho theós)  | 「その神」         | （単数、"the god"）      |
| τὼ θεώ  | (tṑ theṓ)   | 「その二人の神々」 | （双数、"the two gods"） |
| οἱ θεοί | (hoi theoí) | 「それらの神々」   | （複数、"the gods"）     |
名詞の単数・双数・複数を区別するには語尾を変化させる。それと連動して定冠詞も数により語形変化する。
双数はペアの物事（や人）に用いられる数で、例えば、τὼ χεῖρε（tṑ kheîre 「彼の両手」、"his two hands"）、τοῖν δυοῖν τειχοῖν（toîn duoîn teikhoîn 「その2つの壁の」、"of the two walls"）のようになる。ただし、双数の使用頻度は高いものではなく、例えば、双数の定冠詞 τώ (tṓ) が現れる回数はアリストファネスの喜劇では90回しかなく、歴史家トゥキディデスでは3回のみである。動詞にも双数の活用語尾があるが、2人称と3人称のみとなっている（1人称にはない）。

#### 格
名詞・代名詞・形容詞・定冠詞は文中の文法的機能によって語形変化する。
| ἡ γυνή       | (hē gunḗ)      | 「その女が」（主語、"the woman"）                                    |
| τῆς γυναικός | (tês gunaikós) | 「その女の」（所有、"of the woman"）                                 |
| τῇ γυναικί   | (têi gunaikí)  | 「その女に、その女と、その女にとって」("to, with, or for the woman") |
| τὴν γυναῖκα  | (tḕn gunaîka)  | 「その女を」（直接目的語、"the woman"）                              |
このような語形は「格」(case) と呼ばれており、上記の4つの格はそれぞれ、主格（主語、「～は・が」、nominative）、属格（所有、「～の」、genitive）、与格（「～に」、dative）、対格（「～を」、accusative）と呼ばれる。
これに加え、第5の格として呼格 (vocative) を持つ名詞もある。例えば、
| ὦ γύναι | (ô gúnai)「おお、女よ！」("madam!") |
呼格は呼びかけの感嘆詞、ὦ（ô 「おお」）を伴うことが多い。呼格がない名詞では呼びかけの意味では主格を用いる（複数形では全ての名詞で呼格には主格を用いる）。
格の表示順序はアメリカとイギリスで異なっており、アメリカでは主格・属格・与格・対格・呼格、イギリスでは主格・呼格・対格・属格・与格となる。日本では前者が用いられている。

#### 前置詞
前置詞は属格・与格・対格のどの格を支配するかが決まっている。例えば、
| ἀπὸ τῆς γυναικός | (apò tês gunaikós) | 「その女から離れて」（属格を支配） | ("away from the woman")  |
| σὺν τῇ γυναικί   | (sùn têi gunaikí)  | 「その女とともに」（与格を支配）   | ("along with the woman") |
| πρὸς τὴν γυναῖκα | (pròs tḕn gunaîka) | 「その女に対して」（対格を支配）   | ("to the woman")         |
多くの場合、πρός (prós) のように「動作の方向」("towards") を表す前置詞は対格を支配し、ἀπὸ (apò) のように「～から離れる」("away from") 動きを表す前置詞は属格を支配する。また、2つ以上の格を支配する前置詞もあり、意味によって区別される。例えば、μετά (metá) は属格支配では「～とともに」("with") の意味になり、対格支配では「～の後で」("after") の意味になる。

#### 格変化
名詞は語尾の語形変化（「格変化」と呼ぶ）の違いによって分類される。例えば、男性名詞と女性名詞の複数主格には -αι (-ai), -οι (-oi), -ες (-es) などの語尾がある。名詞の格変化 (declension) には3つのタイプがあり、語尾の違いにより分類される。すなわち、
| 第1格変化 | αἱ θεαί     | (hai theaí)    | 「女神たち」("the goddesses")  |
| 第2格変化 | οἱ θεοί     | (hoi theoí)    | 「神々」（男性形）("the gods") |
| 第3格変化 | αἱ γυναῖκες | (hai gunaîkes) | 「女たち」("the women")        |
主に第1格変化は女性名詞（ただし、男性名詞 στρατιώτης <stratiṓtēs>「兵士」のような例外もある）、第2格変化は男性名詞となる（こちらも例外がある）。

#### 中性名詞
中性名詞は複数の主格と対格で -α (-a)、-η (-ē)の語尾となる。属格と与格（男性名詞と同じになる）の違いにより、第2格変化か第3格変化となる。
| 第2格変化 | τὰ δένδρα | (tà déndra) | 「木々」("the trees")       |
| 第3格変化 | τὰ τείχη  | (tà teíkhē) | 「壁」（複数）("the walls") |
中性名詞では主格・対格・呼格が同形になり、この点が男性名詞・女性名詞との顕著な相違点となっている。

### 定冠詞
古代ギリシア語（アッティカ方言）には定冠詞のみがあり、不定冠詞はない。例えば、ἡ πόλις (hē pólis) は定冠詞（ἡ <hē>）付きで「その町」（"the city"）の意味となるが、「一つの町」の意味では不定冠詞がないため、πόλις (pólis、"a city"）となる。
定冠詞の格変化は次の通り（ギリシア語の冠詞も参照）。
|      | 男性      | 男性        | 男性        | 女性      | 女性        | 女性        | 中性      | 中性        | 中性        |
| 単数 | 双数      | 複数        | 単数        | 双数      | 複数        | 単数        | 双数      | 複数        |             |
| ---- | --------- | ----------- | ----------- | --------- | ----------- | ----------- | --------- | ----------- | ----------- |
| 主格 | ὁ (ho)    | τώ (tṓ)     | οἱ (hoi)    | ἡ (hē)    | τώ (tṓ)     | αἱ (hai)    | τό (tó)   | τώ (tṓ)     | τά (tá)     |
| 属格 | τοῦ (toû) | τοῖν (toîn) | τῶν (tôn)   | τῆς (tês) | τοῖν (toîn) | τῶν (tôn)   | τοῦ (toû) | τοῖν (toîn) | τῶν (tôn)   |
| 与格 | τῷ (tôi)  | τοῖν (toîn) | τοῖς (toîs) | τῇ (têi)  | τοῖν (toîn) | ταῖς (taîs) | τῷ (tôi)  | τοῖν (toîn) | τοῖς (toîs) |
| 対格 | τόν (tón) | τώ (tṓ)     | τούς (toús) | τήν (tḗn) | τώ (tṓ)     | τάς (tás)   | τό (tó)   | τώ (tṓ)     | τά (tá)     |

1. ↑  女性の双数にはτᾱ́ (tā́)とταῖν (taîn)の語形もあるが、稀にしか用いられない。例：Plato, Leg. 775e, 955d.[20]

古代ギリシア語の定冠詞は英語の定冠詞よりも用途が広い。例えば、固有名詞（人名）にも定冠詞が付くことがあり（ただし、必須ではない）、(ὁ) Σωκράτης（ho Sōkrátēs 「ソクラテス」）となる他、抽象名詞にも付く。例えば、ἡ σοφίᾱ（hē sophíā 「知恵」、"wisdom"）。所有形容詞や指示代名詞にも付き、例えば、ἡ ἐμὴ πόλις（hē emḕ pólis 「私の町」、"my city"。ἐμὴ <emḕ>「私の」"my"）、αὕτη ἡ πόλις（haútē hē pólis 「この町」、"this city"。αὕτη <haútē>「この」"this"）のようになる。
形容詞は通常、定冠詞と名詞の間に置かれ、ὁ ἐμὸς πατήρ（ho emòs patḗr、「私の父」、"my father"。ἐμὸς <emòs>「私の」"my"）のようになるが、名詞の後に置かれる場合もあり、この場合は定冠詞を名詞と形容詞それぞれに付ける。例えば、ὁ πατὴρ ὁ ἐμός（ho patḕr ho emós 「私の父」、"my father"。定冠詞 ὁ <ho> が二度現れる）。属格の名詞句は名詞の後だけではなく、定冠詞と名詞の間に置くこともでき、例えば、ἡ τοῦ ἀνθρώπου φύσις（hē toû anthrṓpou phúsis 「人間の本性」、"the nature of man" <プラトンから>）のようになるが、名詞の後に置いてもよい。例えば ἡ ψῡχὴ τοῦ ἀνθρώπου（hē psūkhḕ toû anthrṓpou 「人間の魂」、"the soul of man" <プラトンから>）のようになる。
定冠詞のみを名詞の属格とともに用いると、定冠詞で表される名詞を省略する形となる（省略された名詞が何を表しているかは自明とされる）。例えば、τὰ τῆς πόλεως（tà tês póleōs 「町の業務（複数）」、"the (affairs) of the city"）は τὰ τῆς πόλεως πρᾱ́γματα (tà tês póleōs prā́gmata) のことである（最初の句では πρᾱ́γματα 「業務」は省略され、定冠詞 τὰ <tà> のみとなっている）。別の例は、Περικλῆς ὁ Ξανθίππου（Periklês ho Xanthíppou 「クサンティッポスの息子、ペリクレス」。"Pericles the (son) of Xanthippus"）で、ここでは「息子」が省略され、定冠詞 ὁ <ho> のみとなっている。
定冠詞を不定詞・形容詞・副詞・分詞に付けると、名詞を作ることができる。例えば、不定詞：τὸ ἀδικεῖν（tò adikeîn 「不正を働くこと」、"wrong-doing, doing wrong"）、形容詞：τὸ καλόν（tò kalón 「美しいこと、美」、"the beautiful, beauty"）、分詞：τὰ γενόμενα（tà genómena 「事件・事象、発生した物事」、"the events, the things that happened"）、分詞：οἱ παρόντες（hoi paróntes 「同席・臨席の人々」、"the people present"）。
ホメロスのような古い時代のギリシア語には定冠詞はなかったが、その当時は、後の時代に定冠詞として使われた語形を、ギリシア語古来の指示代名詞の意味で用いていた。

### 形容詞
形容詞は名詞の性・数・格と一致する。いくつかの格変化パターンがあり、名詞の格変化と同様になるケースが多い。古代ギリシア語では、形容詞が名詞を伴わずに単独で用いられることもあり、形容詞と名詞の区別は概して曖昧であった。当時の呼称では両者を区別せずὄνομα（ónoma、「名前、名詞」、"name, noun"）と呼んでいた。

### 動詞
動詞には4つの法（mood：直説法、命令法、接続法、希求法）、3つの態（voice：能動態、中動態、受動態）、3つの人称（1人称、2人称、3人称）、3つの数（単数、双数、複数）がある。双数は2人称と3人称のみだが（「あなたたち二人」「彼ら二人」）、使われるケースは稀である。

#### 直説法
直説法 (indicative mood) は事実の叙述に用いられる。
直説法には7つの時制 (tense) がある。以下は、規則動詞 παιδεύω（paideúō 「私は教える」、"I teach"）で例示する。時制は以下のように本時制（4つ）と副時制（3つ）に分かれる（時制の分け方について、詳しくは古代ギリシア語の文法#時制とアスペクト（相）を参照）。
本時制 (primary tenses)
| 現在 (present)                  | παιδεύω            | paideúō            | 「私は教える」「私は教えている」 | "I teach", "I am teaching", "I have been teaching" |
| 未来 (future)                   | παιδεύσω           | paideúsō           | 「私は教えるだろう」             | "I will teach"                                     |
| 現在完了 (perfect)              | πεπαίδευκα         | pepaídeuka         | 「私は教え終えた」               | "I have taught"                                    |
| 未来完了 (future perfect)[注 2] | πεπαιδευκὼς ἔσομαι | pepaideukṑs ésomai | 「私は教え終えるだろう」         | "I will have taught"                               |
副時制 (secondary tenses)
| 未完了過去 (imperfect)      | ἐπαίδευον                  | epaídeuon                  | 「私は教えていた」                       | "I was teaching", "I began teaching", "I used to teach", "I taught", "I had been teaching" |
| アオリスト (aorist)         | ἐπαίδευσα                  | epaídeusa                  | 「私は教えた」                           | "I taught", "I have taught"                                                                |
| 過去完了 (pluperfect)[注 3] | ἐπεπαιδεύκη/ ἐπεπαιδεύκειν | epepaideúkē/ epepaideúkein | 「私はそのとき、教え終えたところだった」 | "I had taught"                                                                             |
このうち、未完了過去と過去完了は直説法のみになり、その他の法には存在しない。

#### 時制の作り方
副時制を作るには、語頭に「加音」(augment) を加える。加音は通常、ἐ- (e-)となる。例：κελεύω（keleúō 「私は命令する」、"I order"）、未完了過去：ἐκέλευον（ekéleuon 「私は命令した」、"I ordered"）。語頭が母音の場合は長母音となり、音自体が変化することもある。例：ἄγω（ágō 「私は導く」、"I lead"）、未完了過去：ἦγον（êgon 「私は導いていた」、"I was leading"）。加音が現れるのは直説法のみで、その他の法や分詞・不定詞には現れることはない。
現在完了と過去完了を作るには、語頭に「畳音」(en) を加える。これは、語頭の子音と母音 ε (e)の結合形を語頭の前に付けるものである。例：（現在・現在完了の順に）γράφω, γέγραφα（gégrapha 「私は書き終えた」、"I write, I have written"）、λῡ́ω, λέλυκα（lū́ō, léluka 「私はたった今、解放したところだ」、"I free, I have freed"）、διδάσκω, δεδίδαχα（didáskō, dedídakha 「私はたった今、教えたところだ」、"I teach, I have taught"）。畳音ができない動詞では加音となる。例：（アオリスト・現在完了の順に）ἔσχον, ἔσχηκα（éskhon, éskhēka、「私は持ったところだ」、"I had, I have had"）、（現在・現在完了の順に）εὑρίσκω, ηὕρηκα（heurískō, hēúrēka 「私は見つけたところだ」、"I find, I have found"）。畳音（完了時制では加音も）は直説法に限らず動詞の全ての法に現れる。

#### その他の法
法には直説法のほか、命令法・接続法・希求法がある。
- 命令法 (imperative mood) には3つの時制がある（現在、アオリスト、現在完了）。アオリストは、行為を即座に行ってほしいときに用いる。例：δότε μοι[27]（dóte moi 「それを私にすぐ下さい！」、"give it to me at once!"）。3人称の命令法もある。例：ἀπαγέτω τις αὐτὴν[28]（apagétō tis autḕn 「誰か彼女を連れていけ！」、"someone take her away!"）。
- 接続法 (subjunctive mood) には命令法と同じく3つの時制がある（現在、アオリスト、現在完了）。独立文では「何かが起こるべきだ」("should happen")という話者の意志を表し、「私は何をすべきか？」("what should I do?")という疑問文にもなる。また、条件節や時を表す節で用いられる（「仮にこれが起こるならば」<"if this should happen">、「それが起こるときはいつでも」<"whenever this happens">）。さらに、目的や恐れの表現にも用いられる（「これが起きるのではないかと心配する」<"I fear that this may happen">）。接続法では語尾に η (ē)、ω (ō) の長母音が現れる。例：ἴωμεν（íōmen 「行きましょう」、"let's go"）。
- 希求法 (optative mood) は第一には「希望」を表す法で（「それが起こりますように！」、"may it happen!"）、仮定の表現にも用いられる（「それが起こるかもしれない」、"this would happen"）。また、過去における不特定の時の表現（「それが起きるときはいつでも」、"whenever it happened"）や、過去における目的・恐れの表現、過去における間接話法にも用いられる。語尾に οι (oi), αι (ai), ει (ei)が現れるのが希求法の特徴となっている。例：μὴ γένοιτο（mḕ génoito 「それが起こりませんように！」、"may it not happen!"）。

#### 態
古代ギリシア語には能動態・受動態・中動態の3つの態がある。
- 能動態 (active voice)：現在時制の1人称単数で語尾が -ω (-ō) か -μι (-mi) となる。例：κελεύω（keleúō 「私は命令する」、"I order"）、εἰμί（eimí 「私は～である」、"I am"）。
- 受動態 (passive voice)：現在時制の1人称単数が -ομαι (-omai) か -μαι (-mai) となる。例：κελεύομαι（keleúomai 「私は命令された」、"I am ordered (by someone)"）。行為が誰か（何か）によってなされることを表す（行為者が明示されないこともある）。
- 中動態 (middle voice)：現在時制の1人称単数が -ομαι (-omai) となるが、受動の意味はなく、「自分自身に対して行う行為」や「自分の利益のために行う行為」を表す。例：λούομαι（loúomai 「私は体を洗う」、"I get washed"）、ἵσταμαι（hístamai 「私は立ち上がる」、"I stand"）、παύομαι（paúomai「私は立ち止まる」、"I stop"）[29]。動詞によっては、複数の人・物が相互に行為を及ぼし合う意味にもなる。例：μάχομαι（mákhomai 「私は戦う」、"I fight"）。

能動態を持たない動詞（中動態のみの動詞）もあり、「異態動詞」(Deponent verb)と呼ばれる。例：γίγνομαι（gígnomai 「私は～になる」、"I become"）、δέχομαι（dékhomai 「私は受け取る」、"I receive"）
中動態と受動態はアオリストと未来以外は同じ語形となる。

### 不定詞
不定詞には能動態・中動態・受動態の3つの態があり、その時制には現在・アオリスト・現在完了・未来・未来完了の5つの時制がある。語尾は通常、能動態では -ειν (-ein), -σαι (-sai), -(ε)ναι (-(e)nai)となり、中動態・受動態では -(ε)σθαι (-(e)sthai)となる。
不定詞は冠詞付きと冠詞無しの用法がある。冠詞付きの不定詞（中性単数として扱う）の意味は英語の動名詞 (gerund) とほぼ同じになる。例えば、τὸ ἀδικεῖν（tò adikeîn 「不正を行うこと」、"wrong-doing", "doing wrong"）。
冠詞無しの場合は複数の用法がある。例えば、英語の "want to"（「したい」）, "be able to"（「できる」）, "it is necessary"（「必要だ」）, "it is possible"（「可能だ」）のように、動詞に従って意味が決まる。
βούλομαι περὶ τούτων εἰπεῖν.
boúlomai perì toútōn eipeîn.
「私はこれらのことを話したい」
"I want to speak about these things"
間接的な命令にも用いられる。英語では、"he ordered her to..."（「彼は彼女に・・・と命令した」）、"he persuaded her to..."（「彼は彼女に・・・するよう説得した」）のような表現に相当する。命令する相手を対格とし、命令の内容を不定詞の動詞で表す。
ἐκέλευσεν εἰσελθεῖν Ξενοφῶντα.
ekéleusen eiseltheîn Xenophônta.
「彼はクセノフォンに対して中に入るよう招いた」
"He invited Xenophon to come in"。Ξενοφῶντα が命令の相手で男性対格
不定詞の現在・アオリストの違いは、時制の違いではなく、持続的・継続的・反復的な行為（現在）か、一回きりの行為（アオリスト）か、という「相（アスペクト）」の違いになる。アオリストの εἰπεῖν (eipeîn) は「（一度）言うこと」("to say at once") の意味になり、これに対して、現在形では「（普段）言う」「（定期的に）言う」("to speak in general", "regularly") の意味になる。
不定詞は間接話法にも使われ、動詞 φημί（phēmí 「私は言う」、"I say"）や οἴμαι（oímai、「私は考える」、"I think"）などとともに用いられる。用法としては、主節と従属節の主語が同じ場合と、異なる場合に分かれる。前者（主語が同じ）は次のようになる。
οἴομαι τοῦτο ποιήσειν οὐ χαλεπῶς.
oíomai toûto poiḗsein ou khalepôs.
「私はこれを困難なく行えると思う」
（"I think that I will do this without difficulty"、文字通りには "I think to be going to do this"）
後者（主語が異なる）では、不定詞の意味上の主語が対格で表現される。
φασὶ τὴν ψυχὴν τοῦ ἀνθρώπου εἶναι ἀθάνατον.
phasì tḕn psukhḕn toû anthrṓpou eînai athánaton.
「彼らは人間の魂は不死であると言う」
（"They say that the soul of man is immortal"、文字通りには "They say the soul of man to be immortal"。τὴν ψυχὴν が不定詞 εἶναι の意味上の主語で対格になっている）
このように、古代ギリシア語では不定詞が広範囲に用いられていたが、当時からすでに話し言葉では廃れており、現代ギリシア語に至っては不定詞という語形そのものが消滅している。現代ギリシア語では "I want to go" のような不定詞表現がなく、従属節の接続法を用いて "I want that I go" のような言い方をする。

### 分詞
古代ギリシア語では分詞 (participle) が幅広く用いられ、語形変化（格変化）は形容詞とほぼ同じになる。分詞には能動態・中動態・受動態の3つの態があり、現在・アオリスト・現在完了・未来・未来完了の5つの時制がある。また、形容詞的な語形変化をするため、3つの性（男性・女性・中性）、3つの数（単数・双数・複数）、4つの格（主格・属格・与格・対格）もある。形容詞でありながら、動詞でもあるため、通常の動詞と同様に目的語をとることもできる。例えば、動詞 λύω（lúō 「解放する」、"I free, I untie"）の分詞には次の4つがある（男性単数主格で表している）。
| 現在分詞       | λύων    | lúōn    | "freeing", "untying"                |
| アオリスト分詞 | λύσας   | lúsas   | "after freeing", "having freed"     |
| 完了分詞       | λελυκώς | lelukṓs | "having (already) freed"            |
| 未来分詞       | λύσων   | lúsōn   | "going to free", "in order to free" |
分詞の用法は多岐に渡るが、例えば、時間の推移を表すとき（「～した後で」）、最初の動詞がアオリスト分詞になることがある。
ταῦτ’ εἰπὼν ἐκαθέζετο.
taût’ eipṑn ekathézeto.
「彼は、こう言ってから座った」（"After saying this, he sat down"）
定冠詞を付けると「～する人」（単数・双数・複数とも）の意味になる。
τίνες οἱ λέγοντες;
tínes hoi légontes?
「こう言っている人は誰ですか？」("Who are the people who say this?"）
ある特定の動詞（知覚の動詞など）とともに用いることもできる。この場合、従属節で表される内容（「～することを」）が主節の一部（「～する者・物として」）となる。
ᾔσθετο τὴν νόσον οὐκ ἀποφευξόμενος.
ḗistheto tḕn nóson ouk apopheuxómenos.
「彼は自分が病気から逃れられないと気づいた」（"He realised that he was not going to escape the disease"）

### ゲルンディウム（動形容詞）

#### -τέος(-téos)語尾
ゲルンディウム（gerundive、動形容詞 verbal adjective とも）とは、未来においてなされるべき行為（動作の必然性。意味は受動）を表す。語尾は男性・女性・中性の順に -τέος, -τέᾱ, -τέον (-téos, -téā, -téon) となり、格変化は形容詞の第1格変化・第2格変化と同様になる。語幹は通常、受動態アオリストと同形になるが、子音の φ は π へ、χ は κへ変化する。例えば、
| παύω (paúō)       | → | παυστέος（paustéos） | 「止められるべき」"to be stopped" |
| λαμβάνω (lambánō) | → | ληπτέος（lēptéos）   | 「取られるべき」 "to be taken"    |
用法には二つあり、一つは受動的な意味で、ラテン語のゲルンディウムにも似ている。行為を行う行為者は与格になる。
ποταμὸς ... τις ἄλλος ἡμῖν ἐστι διαβατέος.
potamòs ... tis állos hēmîn esti diabatéos.
「私たちが渡らなければならない川がもう一つある」（"There is another river which we must cross"、文字通りには「私たちによって渡られるべき川がもう一つある」<"There is another river to be crossed for us">）
もう一つは能動的な意味の非人称用法で、中性単数の語尾 -τέον (-téon) をとる。この場合は目的語もとることができ、直上と同じく行為者（省略がなければ）は与格となる。
τὸν θάνατον ἡμῖν μετ’ εὐδοξίας αἱρετέον ἐστί.
tòn thánaton hēmîn met’ eudoxías hairetéon estí.
「私たちは栄光のうちに死を選ぶことが必要である」（"It is necessary for us to choose death with glory"）
この二つのどちらの解釈も可能なケースもある。
τὸ χωρίον αἱρετέον.
tò khōríon hairetéon.
「砦は占領されなければならない」（一つめの受動的な意味、"The fort must be captured"）、または、「砦を占領することが必要である」（二つめの能動的な非人称用法、"It is necessary to capture the fort"）
古代ギリシア語のゲルンディウムはラテン語のゲルンディウムに似ているものの、ラテン語ほど広範囲には用いられない。これは、必要性や必然性を表すには、非人称動詞の δεῖ（deî 「～が必要である」、"it is necessary"）を用いる用法があるためで、この場合は、行為者が対格、動詞は不定詞で表現する。
δεῖ αὐτὸν ἀποθανεῖν.
deî autòn apothaneîn.
「彼は死ぬ必要がある」（"It is necessary for him to die", "he must die"。αὐτὸν が行為者の「彼」で対格になっている）

#### -τός(-tós)語尾
ゲルンディウムのもう一つの語尾として -τός (-tós)があり、動詞により、完了分詞（受動態）の意味になる場合（例：κρυπτός <kruptós>「隠された」 "hidden"）と、可能性を表す場合（例：δυνατός <dunatós>「可能な」"possible"）がある。

### 時制とアスペクト（相）
古代ギリシア語の時制は、現在・過去・未来といった時間の表現だけでなく、継続性・一回性・完了性といったアスペクト（相）の区別にも用いられる。これはインド・ヨーロッパ祖語から受け継がれた要素である。アスペクトは直説法・接続法・命令法・希求法の全ての法に現れるが、時間の表現はほぼ直説法に限られる。
直説法では、7つの時制が2つのカテゴリー（本時制、副時制）に分類される。
- 本時制 (primary)：現在と未来の時を表す。これには現在、現在完了、未来、未来完了（使用は稀）がある。
- 副時制 (secondary)：過去の時を表す。これには未完了過去、過去完了、アオリストが含まれる。副時制を「歴史的時制」(historical tense) とも呼ぶ。

動詞のアスペクトには3つがある。この区分は直説法だけでなく、全ての法に適用される。
- 未完了相 (Imperfective aspect)：持続的、継続的、反復的な行為を表す。現在と未完了過去がこのアスペクトを表している。
- 完結相 (perfective aspect)（アオリスト相 aorist aspect とも呼ばれる）：アオリスト（時制）がこのアスペクトを表しており、次の意味がある。

1. 開始された行為が終了していることを表す。
2. 完結した一度の行為を表す。
3. 行為の持続やその後の影響とは無関係に、ある事象・行為が起こったことを表す。

- 完了相 (perfect aspect)（直上の「完結相」との混同に注意）：行為が完了し、その影響が後のある時点（現在なら「今」）まで続いていることを表す。現在完了、過去完了、未来完了がこのアスペクトを表している。

### 従属節の動詞の法
従属節での法の選び方には一定の規則がある。ラテン語に似ているが、ラテン語ほど厳格ではなく、古代ギリシア語の方が弾力性のある規則となっている。以下のようになる（ただし、例外や特殊な例もある）。
- 従属節で、接続法と希求法のどちらも可能な場合は、主節が本時制のときは接続法、副時制のときは希求法を用いる。例えば、主節が本時制のときは、πράττουσιν ἃ ἂν βούλωνται（本時制の現在で、βούλωνται が接続法。「彼らは自分たちが欲することなら何でも行う」、"they do whatever they want"）のように接続法を用い、主節が副時制のときは、ἐπραττον ἃ βούλοιντο（副時制の未完了過去で、βούλοιντο が希求法。「彼らは自分たちが欲したことなら何でも行っていた」、"they did whatever they wanted"）のように希求法を用いる。

- 従属節で、直説法と希求法のどちらも可能な場合は、主節が本時制のときは直説法、副時制のときは希求法を用いる。例えば、主節が本時制のときは、λέγουσιν ὅτι τοῦτο βούλονται（本時制の現在で、βούλονται が直説法。「彼らはこれが欲しいと言っている」、"they say they want this"）のように直説法を用い、主節が副時制のときは、εἶπον ὅτι τοῦτο βούλοιντο（副時制のアオリストで、βούλοιντο が希求法。「彼らはこれが欲しいと言った」、"they said they wanted this"）のように希求法を用いる。